# Onécimo Alberton
Mons. Onécimo Alberton (* 16. února 1965 Orleans) je brazilský římskokatolický duchovní a pomocný biskup arcidiecéze Florianópolis.

## Život
Narodil se 16. února 1965 v Orleans.
Vstoupil do kněžského semináře. Filosofické vzdělání získal na Universidade do Sul v Tubarão a teologické na Institutu teologie svaté Kateřiny ve Florianópolis. Dne 27. září 1992 byl biskupem Hiláriem Moserem vysvěcen na kněze a inkardinován do diecéze Tubarão. Absolvoval též kurz v oboru pedagogická psychologie.
Po zřízení diecéze Criciúma roku 1988, byl převeden do její jurisdikce. Vykonával službu faráře farnosti Nossa Senhora da Natividade v Cocal do Sul. Následně byl formátorem a rektorem nižšího a vyššího kněžského semináře v Criciúmě, tuto funkci vykonával také v semináři Bom Pastor ve Florianópolis. Před jmenováním biskupem sloužil ve farnosti svatého Pavla v Criciúmě.
Dne 17. prosince 2014 jej papež František jmenoval Rio do Sul. Biskupské svěcení přijal 22. února 2015 z rukou biskupa João Francisca Salm a spolusvětiteli byli biskup Jacinto Inácio Flach a biskup Paulo Antônio de Conto. Dne 1. listopadu 2023 byl převeden do úřadu pomocného biskupa arcidiecéze Florianópolis a titulárního biskupa z Dagnumu.